# غريغ لامب
غريغ لامب (4 مارس 1981 بهراري في زيمبابوي - ) (بالإنجليزية: Greg Lamb) هو لاعب كريكت زيمبابوي. لعب مع منتخب زمبابوي للكريكت ونادي مقاطعة هامبشاير للكريكت ‏ وWiltshire County Cricket Club ‏.

## وصلات خارجية
- غريغ لامب على موقع إي آس بي آن كريك إنفو (الإنجليزية)